# (24748) Nernst
(24748) Nernst es un asteroide perteneciente al cinturón de asteroides, descubierto el 26 de septiembre de 1992 por Freimut Börngen y el también astrónomo Lutz Dieter Schmadel desde el Observatorio Karl Schwarzschild, en Tautenburg, Alemania.

## Designación y nombre
Designado provisionalmente como 1992 ST13. Fue nombrado Nernst en honor al químico alemán Walther Hermann Nernst uno de los fundadores de la química física. Descubrió los efectos termomagnéticos y galvanomagneticos, desarrolló una teoría de la estimulación nerviosa eléctrica y formuló la tercera ley de la termodinámica. Recibió el Premio Nobel de Química en el año 1920.

## Características orbitales
Nernst está situado a una distancia media del Sol de 2,993 ua, pudiendo alejarse hasta 3,328 ua y acercarse hasta 2,659 ua. Su excentricidad es 0,111 y la inclinación orbital 6,293 grados. Emplea 1892 días en completar una órbita alrededor del Sol.

## Características físicas
La magnitud absoluta de Nernst es 13,6. Tiene 10,144 km de diámetro y su albedo se estima en 0,062.